# Daimabad
Daimabad è un villaggio abbandonato e un sito archeologico sulla riva sinistra del fiume Pravara, un affluente del fiume Godavari a Shrirampur taluka, nel distretto di Ahmednagar dello stato di Maharashtra, in India.